# Vlajko Palavestra
Vlajko Palavestra (Sarajevo, 1927. – 1993.), bosanskohercegovački etnolog i folklorist.

## Životopis
Rodio se u Sarajevu u građanskoj obitelji. U rodnom gradu završio završio osnovnu i srednju školu. U Zagrebu diplomirao slavistiku i jugoslavistiku. Doktorirao u Beogradu na Filozofskom fakultetu u Beogradu 1965. godine. Spada u najvažnije istraživače usmenog stvaralateljstva i organizatora etnološkog i folklorističkog rada u Bosni i Hercegovini. Ukupnim radom je na značajnom mjestu u srpskoj etnologiji i folkloristici druge polovine dvadesetog stoljeća. Vodio ekipna etnološko-folkloristička istraživanja u Žepi, Lištici, Derventi, Gornjoj Sani, Drežnici, Roškom polju i Seonici. Jedan od rukovodilaca međunarodnog arheološkog znanstveno-istraživačkog projekta "Trebišnjica". Sa Zdravkom Kajmakovićem bio je odgovorni istraživač na projektu "Gornje Podrinje u doba Kosača". Istraživač u sklopu znanstvenog programa "Karakteristike tradicijske kulture s obzirom na društveno-ekonomske promjene na selu u Bosni i Hercegovini". Prikupljenu obilnu građu iz istraživanja pohranio u dokumentaciju Zemaljskog muzeja u Sarajevu. Rezultate istraživanja najviše je objavio u Glasniku Zemaljskog muzeja. Sudjelovao na raznim znanstvenim skupovima u zemlji i inozemstvu. Vodio je i Odjel za etnologiju i bio član je uredništva Glasnika Zemaljskog muzeja, sveska za etnologiju od 1962. godine, te odgovorni urednik od 1965 do 1982. godine.
Palavestrino djelo je sinteza znanja i terenskog višedesetljetnog rada u Etnografskom odjeljenju Zemaljskog muzeja u Sarajevu. Kapitalno je važno za kulturnu povijest Bosne i Hercegovine. Znanstvenicima je pripremio bogatu građu, široka raspona, metodološki pomno obrđenu, obuhvatna tumačenja i literaturi za uvid u razne odrednice i gledišta usmenih predaja: etnološke, povijesne, antropološke, etiološke, jezične, toponomastičke. Vrstan poznavatelj usmene proze i fenomena usmenosti općenito, od konkretnih uvjetovanosti vjekovne "narodne povjesnice" do unutarnjeg ustrojstva tekstova i tipova naracije.